# RWS Gelderland
RWS Gelderland was de regionale dienst van Rijkswaterstaat die werkte in de provincie Gelderland. Het beheersgebied omvatte het landelijk hoofdwegennet in deze provincie. Vanaf de fusie van de oude directie Gelderland met de natte beheersdienst Bovenrivieren op 1 oktober 1986 behoorde ook het scheepvaart- en waterbeheer op de grote rivieren, de IJssel, de Nederrijn, het Pannerdens Kanaal, en de Waal tot de taken van deze directie.

## Geschiedenis van de organisatie
De dienst is op 1 januari 1995 door de fusie met de toenmalige regionale directies RWS Overijssel opgegaan in de directie RWS Oost-Nederland. Ook daarvoor zijn er fusies en splitsingen van Rijkswaterstaatsdiensten geweest, waarbij de dienst in Gelderland is samengegaan met zowel RWS Overijssel als RWS Utrecht.
Vanaf 1803 heetten die diensten districten, vanaf 1903 werd de naam directie.
De verschillende namen voor de regionale waterstaatsdienst in Gelderland sedert de oprichting waren:
| Sinds:         | Naam van de organisatie                            | Gebied                   |
| -------------- | -------------------------------------------------- | ------------------------ |
| 1 mei 1808     | 3e district: Naarden langs Harderwijk tot Deventer |                          |
| 1 april 1811   | departement de l'Issel Superieur                   |                          |
| 6 mei 1814     | 3e (provisionele) district                         |                          |
| 1 januari 1817 | 3e district: Gelderland                            |                          |
| 1 april 1849   | 5e district: Gelderland                            |                          |
| 1 juli 1889    | 5e en 8e district: Gelderland en Utrecht           | Gelderland en Utrecht    |
| 1 juli 1903    | 6e directie: Gelderland en Utrecht                 |                          |
| 1 januari 1918 | 6e directie: Gelderland                            | Gelderland               |
| 1 mei 1918     | directie Gelderland en Overijssel                  | Overijssel en Gelderland |
| 1 mei 1935     | directie Gelderland                                | Gelderland               |
| 1 januari 1995 | directie Oost-Nederland                            | Overijssel en Gelderland |